# Brytyjska budka telefoniczna

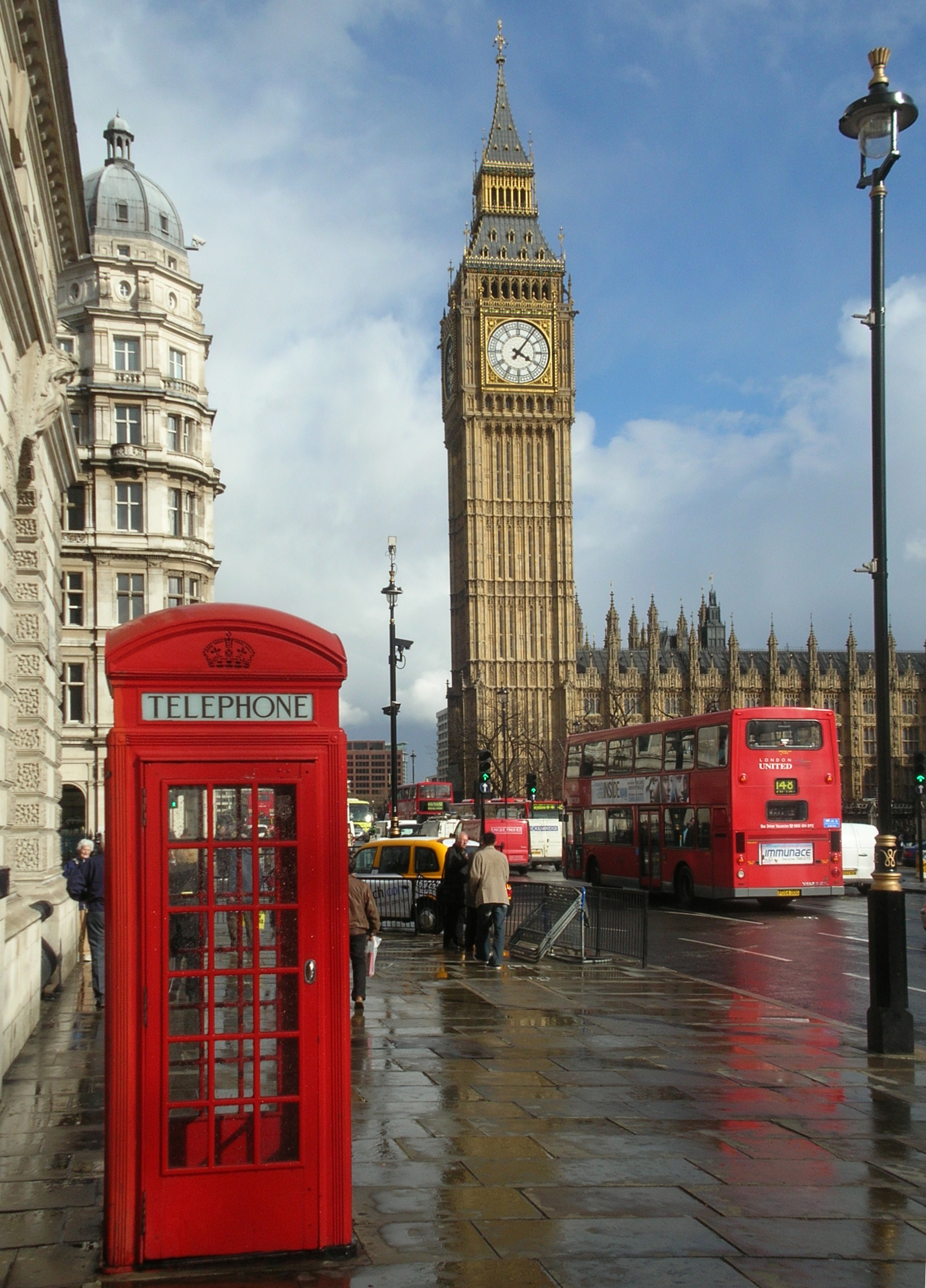
Czerwona budka telefoniczna (model K2) w centrum Londynu

Brytyjska budka telefoniczna (także jako czerwona budka telefoniczna) – charakterystyczna czerwona budka telefoniczna, powszechnie stosowana w Wielkiej Brytanii od lat 20. XX wieku, a także na Malcie, Bermudach i w Gibraltarze. Jej tradycyjne modele uznawane są za jeden z symboli Wielkiej Brytanii i jedno z najlepszych osiągnięć brytyjskiego designu.

## Historia

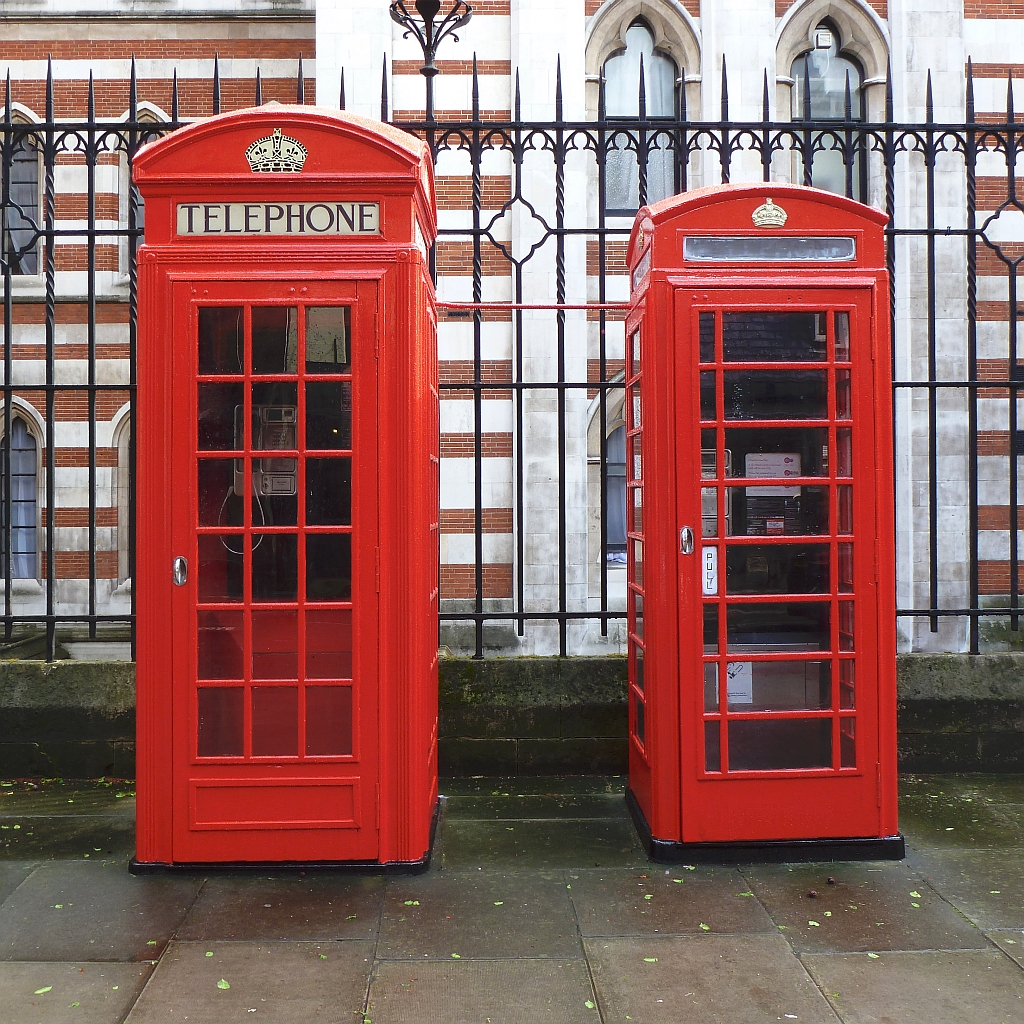
Brytyjska budka telefoniczna: model K2 (po lewej) i K6

Pierwsza brytyjska budka telefoniczna – model K1 – powstała w 1920 r. Gdy powzięto pomysł ustawienia budek telefonicznych na terenie Londynu, przeprowadzono konkurs na projekt wzorcowej budki telefonicznej, którym kierowała Royal Fine Art Commission. W efekcie konkursu wybrano projekt znanego architekta Gilesa Gilberta Scotta – na jego podstawie powstał model K2. Budka była prosta i elegancka, z oszklonymi ścianami z trzech stron i dachem o kształcie płytkiej kopuły. Budki z tej serii wykonywane były z żeliwa i malowane na czerwono. Model K2 zaczęto powszechnie używać w Londynie.
W ciągu kolejnych kilku lat przygotowano kolejne modele budek – K3 (również według projektu Scotta, wykonywany z innego materiału, nieco tańszy od K2), K4 (z dołączoną na zewnątrz skrzynką pocztową i maszyną do stemplowania listów) i K5 (przeznaczony do tymczasowego wykorzystania, np. na wystawach). W 1935 r., z okazji srebrnego jubileuszu króla Jerzego V Scott zaprojektował kolejny model budki – K6. Była to nieco zmniejszona i uproszczona wersja budki K2. Projektant nawiązał do art déco, ograniczył elementy dekoracyjne i uprościł ramy okienne. W efekcie ograniczono koszty produkcji budek i ilość zajmowanego przez nie miejsca. Model zaczęto powszechnie stosować w całej Wielkiej Brytanii. W 1968 zaprojektowano model K8 nawiązujący do wzoru wprowadzonego przez Scotta, ale bardziej uproszczony (m.in. z oknami bez podziałów).
Po prywatyzacji brytyjskiej poczty w 1980 r. pojawił się pomysł przemalowania budek na kolor żółty, czyli firmowy kolor British Telecom. Wywołał on szeroką akcję sprzeciwu w brytyjskim społeczeństwie, w efekcie której zmian zaniechano. Wkrótce wprowadzono natomiast model budki KX100 (później także jego następców) zrywający z projektem Scotta, którym rozpoczęto zastępować starsze budki.

## Znaczenie

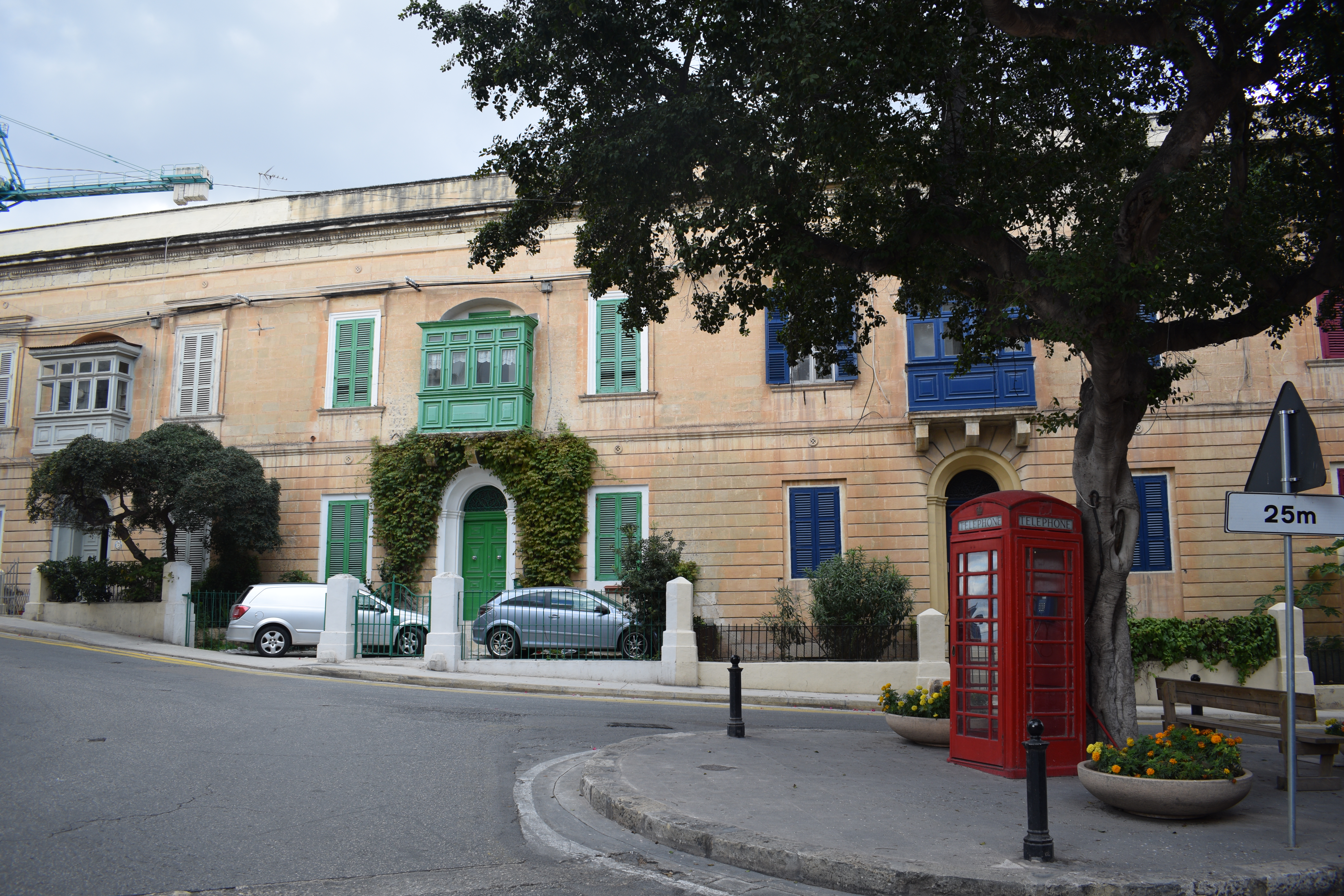
Czerwona budka telefoniczna na Malcie

Początkowo budki zaprojektowane przez Scotta były krytykowane – uważano, że wcześniejszy model, bogatszy, był bardziej odpowiedni. Z czasem jednak modele K2 i K6 zaczęły być uznawane są za jeden z symboli Wielkiej Brytanii oraz jedno z najlepszych osiągnięć brytyjskiego designu. Próby usuwania budek z brytyjskiego krajobrazu często spotykały się z protestami, a wiele z nich objęto ochroną – w 1986 r. pierwszą z nich wpisano na brytyjską listę dziedzictwa. Wobec zmniejszającego się zapotrzebowania na usługi publicznych telefonów, British Telecom prowadzi akcję Adopt a Kiosk, w ramach której odsprzedaje budki lokalnym społecznościom na inne cele za symbolicznego funta. Wiele z nich znalazło zastosowanie jako wiejskie mini-biblioteki. Są wykorzystywane także w innych celach, np. zrealizowano projekty wykorzystania budek jako zasilane energią słoneczną punkty ładowania telefonów komórkowych czy umieszczono w takiej budce defibrylator.